# Börßum
Börßum is een gemeente in de Duitse deelstaat Nedersaksen. De gemeente maakt deel uit van de Samtgemeinde Oderwald in het Landkreis Wolfenbüttel. Börßum telt 2.784 inwoners. De gemeente bestaat uit de kernen Börßum, Achim, Bornum, Kalme en Seinstedt.

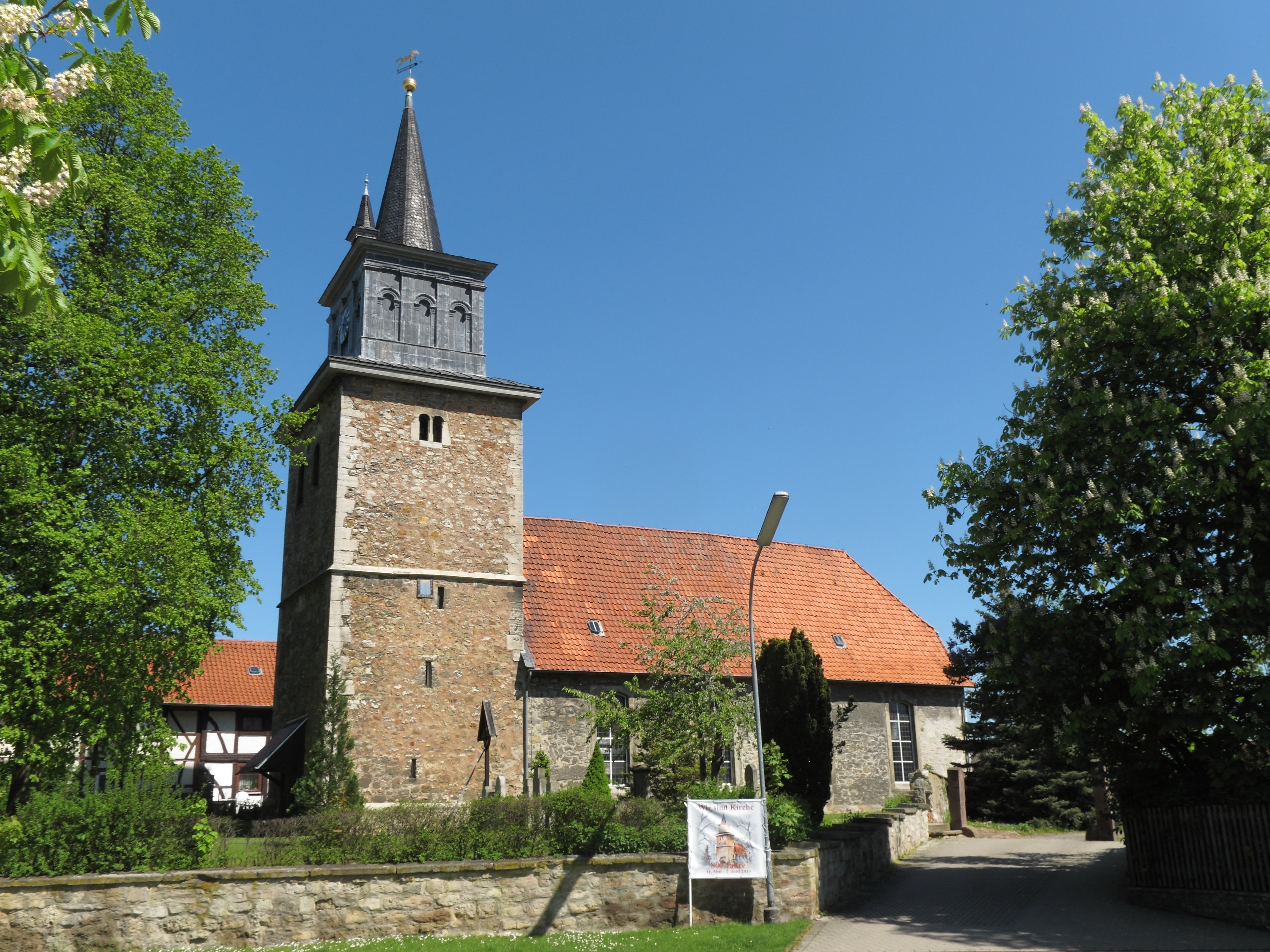
Protestantse kerk
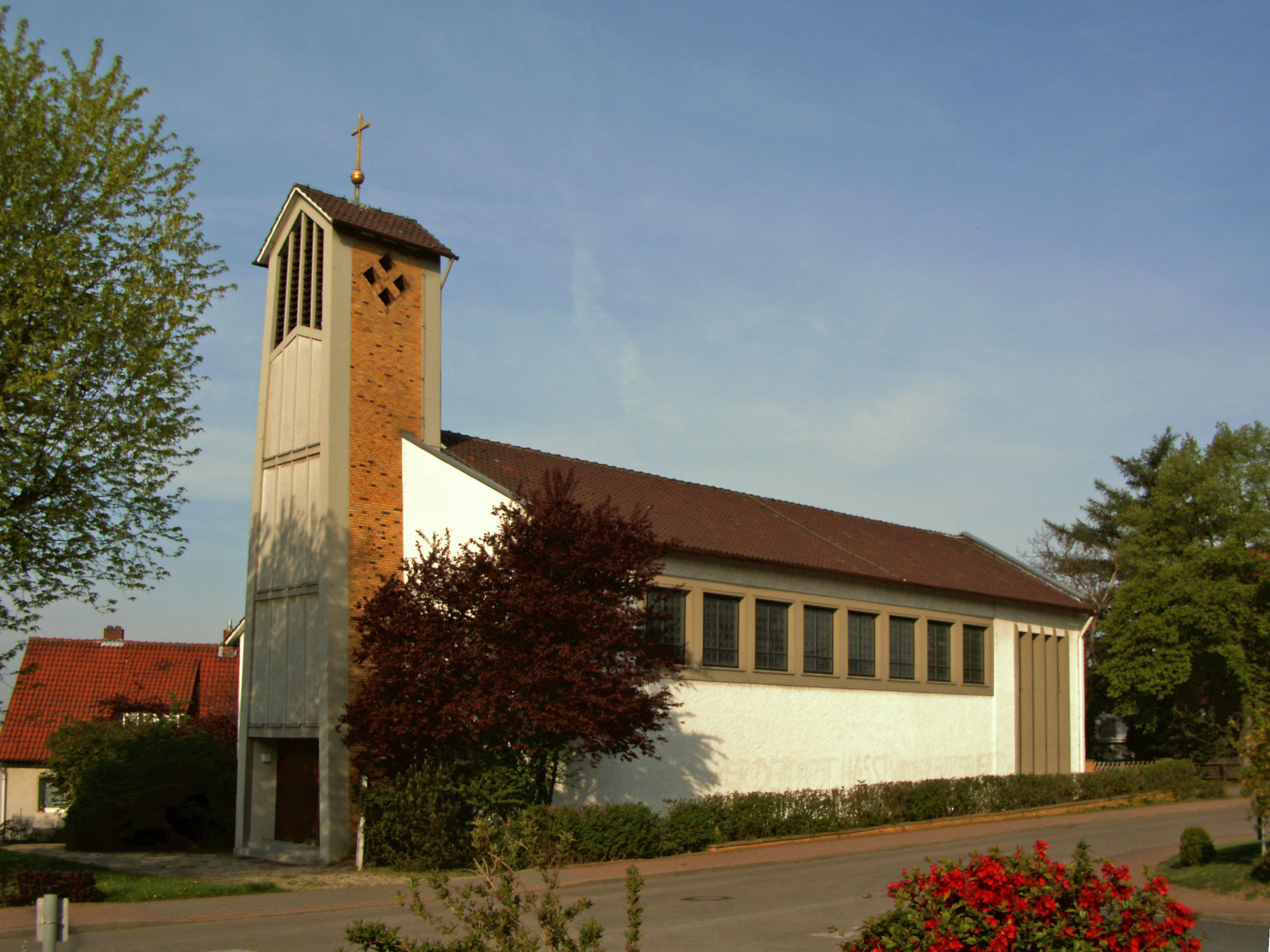
Katholieke kerk

- Gemeinsame Normdatei: 4576382-3
- Virtual International Authority File: 239644420
- WorldCat: E39PCjxPx8byrmrkcY9ygWCKgq

Baddeckenstedt · 
Börßum · 
Burgdorf · 
Cramme · 
Cremlingen · 
Dahlum · 
Denkte · 
Dettum · 
Dorstadt · 
Elbe · 
Erkerode · 
Evessen · 
Flöthe · 
Haverlah · 
Hedeper · 
Heere · 
Heiningen · 
Kissenbrück · 
Kneitlingen · 
Ohrum · 
Remlingen-Semmenstedt · 
Roklum · 
Schladen-Werla · 
Schöppenstedt · 
Sehlde · 
Sickte · 
Uehrde · 
Vahlberg · 
Veltheim (Ohe) · 
Winnigstedt · 
Wittmar · 
Wolfenbüttel